# چمپاوات
چمپاوات (به انگلیسی: Champawat) یک منطقهٔ مسکونی در هند است که در بخش چمپاوت واقع شده‌است. چمپاوات ۵ کیلومتر مربع مساحت و ۴٬۸۰۱ نفر جمعیت دارد و ۱٬۶۱۵ متر بالاتر از سطح دریا واقع شده‌است.